# Liga Colombiana de Baloncesto 2020
La Liga Profesional de Baloncesto 2020 fue el torneo de la temporada 2020 del Baloncesto Profesional Colombiano máxima categoría del baloncesto en Colombia, inició el 14 de octubre y finalizó el 24 de noviembre. Fue organizado por la División Profesional de Baloncesto (DPB), entidad dependiente de la Federación Colombiana de Baloncesto. 
El campeonato se llevó a cabo en su totalidad en el Coliseo Evangelista Mora en Cali a puerta cerrada, debido a la pandemia de COVID-19 en Colombia.

## Sistema de juego
El torneo cuenta con tres fases:
- Primera fase: Los 8 clubes disputaran 14 partidos, 7 de local y 7 de visitante enfrentándose entre sí dos veces en formato todos contra todos.

- Segunda fase: Los 4 mejores clubes clasificarán a esta fase y se enfrentarán en dos series ganando el mejor de tres (1-1-1) juegos de la siguiente forma (1° lugar vs 4° lugar) y (2° lugar vs 3° lugar)

- Final: Los dos ganadores de la fase anterior se enfrentan para definir al campeón en serie ganando el mejor de cinco juegos (2-2-1)

Cada club puede inscribir máximo tres jugadores extranjeros y un jugador sub-21 procedente de la región sede del equipo obligatoriamente.

## Datos de los clubes
| Equipo                     | Ciudad       | Departamento    | Pabellón                 | Aforo |
| -------------------------- | ------------ | --------------- | ------------------------ | ----- |
| Búcaros de Bucaramanga     | Bucaramanga  | Santander       | Coliseo Evangelista Mora | 3.340 |
| Cóndores de Cundinamarca   | Chía         | Cundinamarca    | Coliseo Evangelista Mora | 3.340 |
| Cimarrones Caribbean Storm | Quibdó       | Chocó           | Coliseo Evangelista Mora | 3.340 |
| Piratas de Bogotá          | Bogotá       | Bogotá, D. C.   | Coliseo Evangelista Mora | 3.340 |
| Sabios de Manizales        | Manizales    | Caldas          | Coliseo Evangelista Mora | 3.340 |
| Team Cali                  | Cali         | Valle del Cauca | Coliseo Evangelista Mora | 3.340 |
| Tigrillos de Antioquia     | Medellín     | Antioquia       | Coliseo Evangelista Mora | 3.340 |
| Titanes de Barranquilla    | Barranquilla | Atlántico       | Coliseo Evangelista Mora | 3.340 |

## Primera fase
Disputada del 14 de octubre al 17 de noviembre, los equipos se enfrentan en todos contra todos para definir los clasificados a semifinales. En caso de empates la ventaja en la posición la tendrá el equipo que haya ganado más partidos frente al otro equipo en sus enfrentamientos entre sí.

### Posiciones
|  | Clasificados a Segunda fase. |
|  | Eliminados.                  |

| Pos | Equipos                    | PTS | PG | PP | PJ | PTFA | PTCO | Desempate |
| --- | -------------------------- | --- | -- | -- | -- | ---- | ---- | --------- |
| 1.  | Titanes de Barranquilla    | 27  | 13 | 1  | 14 | 1307 | 1089 |           |
| 2.  | Team Cali                  | 24  | 10 | 4  | 14 | 1099 | 966  |           |
| 3.  | Búcaros de Bucaramanga     | 22  | 8  | 6  | 14 | 1268 | 1206 |           |
| 4.  | Tigrillos de Antioquia     | 21  | 7  | 7  | 14 | 1175 | 1191 |           |
| 5.  | Sabios de Manizales        | 21  | 7  | 7  | 14 | 1108 | 1200 |           |
| 6.  | Cóndores de Cundinamarca   | 19  | 5  | 9  | 14 | 1171 | 1302 |           |
| 7.  | Cimarrones Caribbean Storm | 19  | 5  | 9  | 14 | 1207 | 1284 |           |
| 8.  | Piratas de Bogotá          | 15  | 1  | 13 | 14 | 1215 | 1312 |           |

### Resultados
| Titanes   | 107 : 65 | Cóndores   | Coliseo Evangelista Mora, Cali | 14 de octubre  | 19:10 | Win Sports |
| Búcaros   | 97 : 99  | Cimarrones | Coliseo Evangelista Mora, Cali | 14 de octubre  | 21:00 | Win Sports |
| Piratas   | 94 : 96  | Tigrillos  | Coliseo Evangelista Mora, Cali | 15 de octubre  | 17:40 | Win Sports |
| Team Cali | 81 : 61  | Sabios     | Coliseo Evangelista Mora, Cali | 1 de noviembre | 20:00 | Win Sports |

| Cóndores   | 88 : 106 | Bucaros   | Coliseo Evangelista Mora, Cali | 16 de octubre   | 13:40 | Win Sports |
| Cimarrones | 87 : 106 | Titanes   | Coliseo Evangelista Mora, Cali | 16 de octubre   | 19:40 | Win Sports |
| Tigrillos  | 59 : 88  | Team Cali | Coliseo Evangelista Mora, Cali | 17 de octubre   | 20:10 | Win Sports |
| Sabios     | 94 : 89  | Piratas   | Coliseo Evangelista Mora, Cali | 12 de noviembre | 14:00 | Win Sports |

| Cóndores   | 81 : 68 | Team Cali | Coliseo Evangelista Mora, Cali | 18 de octubre | 18:10 | Win Sports |
| Cimarrones | 96 : 87 | Piratas   | Coliseo Evangelista Mora, Cali | 18 de octubre | 20:00 | Win Sports |
| Titanes    | 83 : 73 | Tigrillos | Coliseo Evangelista Mora, Cali | 19 de octubre | 13:40 | Win Sports |
| Bucaros    | 92 : 74 | Sabios    | Coliseo Evangelista Mora, Cali | 28 de octubre | 19:40 | Win Sports |

| Piratas   | 91 : 100 | Cóndores   | Coliseo Evangelista Mora, Cali | 20 de octubre | 13:40 | Win Sports |
| Team Cali | 77 : 64  | Cimarrones | Coliseo Evangelista Mora, Cali | 20 de octubre | 19:40 | Win Sports |
| Tigrillos | 98 : 108 | Bucaros    | Coliseo Evangelista Mora, Cali | 21 de octubre | 13:40 | Win Sports |
| Sabios    | 75 : 88  | Titanes    | Coliseo Evangelista Mora, Cali | 21 de octubre | 20:10 | Win Sports |

| Condores  | 111 : 102 | Cimarrones | Coliseo Evangelista Mora, Cali | 22 de octubre | 18:00 | Win Sports |
| Team Cali | 76 : 68   | Piratas    | Coliseo Evangelista Mora, Cali | 22 de octubre | 20:00 | Win Sports |
| Tigrillos | 80 : 62   | Sabios     | Coliseo Evangelista Mora, Cali | 23 de octubre | 18:00 | Win Sports |
| Bucaros   | 93 : 97   | Titanes    | Coliseo Evangelista Mora, Cali | 23 de octubre | 20:00 | Win Sports |

| Sabios    | 95 : 83 | Cóndores   | Coliseo Evangelista Mora, Cali | 24 de octubre | 20:00 | Win Sports |
| Tigrillos | 81 : 84 | Cimarrones | Coliseo Evangelista Mora, Cali | 24 de octubre | 22:00 | Win Sports |
| Piratas   | 73 : 85 | Titanes    | Coliseo Evangelista Mora, Cali | 25 de octubre | 15:30 | Win Sports |
| Team Cali | 74 : 77 | Bucaros    | Coliseo Evangelista Mora, Cali | 25 de octubre | 17:30 | Win Sports |

| Cóndores   | 71 : 89 | Tigrillos | Coliseo Evangelista Mora, Cali | 26 de octubre | 13:40 | Win Sports |
| Cimarrones | 82 : 83 | Sabios    | Coliseo Evangelista Mora, Cali | 26 de octubre | 19:40 | Win Sports |
| Bucaros    | 87 : 77 | Piratas   | Coliseo Evangelista Mora, Cali | 27 de octubre | 13:40 | Win Sports |
| Titanes    | 87 : 59 | Team Cali | Coliseo Evangelista Mora, Cali | 27 de octubre | 19:40 | Win Sports |

| Tigrillos  | 92 : 91 | Piratas   | Coliseo Evangelista Mora, Cali | 29 de octubre | 13:40 | Win Sports |
| Sabios     | 45 : 92 | Team Cali | Coliseo Evangelista Mora, Cali | 29 de octubre | 19:45 | Win Sports |
| Cimarrones | 79 : 90 | Bucaros   | Coliseo Evangelista Mora, Cali | 30 de octubre | 13:40 | Win Sports |
| Cóndores   | 77 : 95 | Titanes   | Coliseo Evangelista Mora, Cali | 30 de octubre | 19:40 | Win Sports |

| Piratas   | 92 : 91 | Sabios     | Coliseo Evangelista Mora, Cali | 31 de octubre  | 18:00 | Win Sports |
| Team Cali | 68 : 72 | Tigrillos  | Coliseo Evangelista Mora, Cali | 31 de octubre  | 20:00 | Win Sports |
| Bucaros   | 91 : 94 | Condores   | Coliseo Evangelista Mora, Cali | 1 de noviembre | 16:10 | Win Sports |
| Titanes   | 82 : 74 | Cimarrones | Coliseo Evangelista Mora, Cali | 1 de noviembre | 18:00 | Win Sports |

| Tigrillos | 64 : 95  | Titanes    | Coliseo Evangelista Mora, Cali | 2 de noviembre | 13:05 | Win Sports |
| Sabios    | 81 : 87  | Bucaros    | Coliseo Evangelista Mora, Cali | 2 de noviembre | 20:10 | Win Sports |
| Piratas   | 110 : 91 | Cimarrones | Coliseo Evangelista Mora, Cali | 3 de noviembre | 11:05 | Win Sports |
| Team Cali | 85 : 71  | Cóndores   | Coliseo Evangelista Mora, Cali | 3 de noviembre | 13:40 | Win Sports |

| Titanes    | 99 : 84  | Sabios    | Coliseo Evangelista Mora, Cali | 4 de noviembre | 13:40 | Win Sports |
| Bucaros    | 86 : 87  | Tigrillos | Coliseo Evangelista Mora, Cali | 4 de noviembre | 19:40 | Win Sports |
| Condores   | 102 : 98 | Piratas   | Coliseo Evangelista Mora, Cali | 5 de noviembre | 13:40 | Win Sports |
| Cimarrones | 73 : 85  | Team Cali | Coliseo Evangelista Mora, Cali | 5 de noviembre | 19:40 | Win Sports |

| Sabios     | 95 : 80 | Tigrillos | Coliseo Evangelista Mora, Cali | 6 de noviembre | 13:00 | Win Sports |
| Titanes    | 96 : 92 | Bucaros   | Coliseo Evangelista Mora, Cali | 6 de noviembre | 16:00 | Win Sports |
| Cimarrones | 92 : 87 | Cóndores  | Coliseo Evangelista Mora, Cali | 7 de noviembre | 18:00 | Win Sports |
| Piratas    | 69 : 90 | Team Cali | Coliseo Evangelista Mora, Cali | 7 de noviembre | 20:30 | Win Sports |

| Cóndores   | 75 : 78  | Sabios    | Coliseo Evangelista Mora, Cali | 8 de noviembre | 16:05 | Win Sports |
| Cimarrones | 101 : 99 | Tigrillos | Coliseo Evangelista Mora, Cali | 8 de noviembre | 18:00 | Win Sports |
| Titanes    | 106 : 91 | Piratas   | Coliseo Evangelista Mora, Cali | 9 de noviembre | 13:40 | Win Sports |
| Bucaros    | 58 : 74  | Team Cali | Coliseo Evangelista Mora, Cali | 9 de noviembre | 19:40 | Win Sports |

| Sabios    | 89 : 83  | Cimarrones | Coliseo Evangelista Mora, Cali | 10 de noviembre | 19:10 | Win Sports |
| Tigrillos | 105 : 66 | Cóndores   | Coliseo Evangelista Mora, Cali | 10 de noviembre | 21:10 | Win Sports |
| Piratas   | 88 : 105 | Bucaros    | Coliseo Evangelista Mora, Cali | 11 de noviembre | 15:55 | Win Sports |
| Team Cali | 82 : 81  | Titanes    | Coliseo Evangelista Mora, Cali | 11 de noviembre | 20:00 | Win Sports |

## Fase final
Clasificaron los cuatro primeros de la primera fase.
|  | Semifinales            | Semifinales |   |  | Final                 | Final |  |
|  |                        |             |   |  |                       |       |  |
|  | 13 al 15 de noviembre  |             |   |  |                       |       |  |
|  | Titanes                | 2           |   |  |                       |       |  |
|  | Tigrillos de Antioquia | 1           |   |  |                       |       |  |
|  |                        |             |   |  |                       |       |  |
|  |                        |             |   |  | 16 al 20 de noviembre |       |  |
|  |                        |             |   |  | Titanes               | 3     |  |
|  |                        | Team Cali   | 1 |  |                       |       |  |
|  |                        |             |   |  |                       |       |  |
|  |                        |             |   |  |                       |       |  |
|  |                        |             |   |  |                       |       |  |
|  | 13 al 15 de noviembre  |             |   |  |                       |       |  |
|  | Team Cali              | 2           |   |  |                       |       |  |
|  | Búcaros                | 1           |   |  |                       |       |  |

## Semifinales
Disputada del 13 de noviembre en dos series de tres juegos de ser necesarios.

### Titanes (2 - 1) Tigrillos
| 13 de noviembre, 21:30 | Titanes | 107–81 | Tigrillos |  |  |
|                        |         |        |           |  |  |
|                        |         |        |           |  |  |

| noviembre, 16:00 | Titanes | 97–98 | Tigrillos |  |  |
|                  |         |       |           |  |  |
|                  |         |       |           |  |  |

| noviembre, 16:00 | Titanes | 88–59 | Tigrillos |  |  |
|                  |         |       |           |  |  |
|                  |         |       |           |  |  |

### Team Cali (2 - 1) Búcaros
| 13 de noviembre, 19:30 | Team Cali | 91–80 | Búcaros |  |  |
|                        |           |       |         |  |  |
|                        |           |       |         |  |  |

| noviembre, 16:00 | Team Cali | 92–93 | Búcaros |  |  |
|                  |           |       |         |  |  |
|                  |           |       |         |  |  |

| noviembre, 16:00 | Team Cali | 88–75 | Búcaros |  |  |
|                  |           |       |         |  |  |
|                  |           |       |         |  |  |

## Final

### Titanes (3 - 1) Team Cali
| 18 de noviembre, 19:40 | Titanes | 99–68 | Team Cali |  |  |
|                        |         |       |           |  |  |
|                        |         |       |           |  |  |

| 19 de noviembre, 19:30 | Titanes | 79–86 | Team Cali |  |  |
|                        |         |       |           |  |  |
|                        |         |       |           |  |  |

| 20 de noviembre, 19:30 | Team Cali | 68–83 | Titanes |  |  |
|                        |           |       |         |  |  |
|                        |           |       |         |  |  |

| noviembre, 20:00 | Team Cali | 61–75 | Titanes |  |  |
|                  |           |       |         |  |  |
|                  |           |       |         |  |  |

|                                             |
|                                             |
| Campeón Titanes de Barranquilla 3.er título |